# Tryb łączący w języku francuskim
Tryb łączący w języku francuskim (fr. subjonctif) – jeden z trybów czasownika w języku francuskim.
Tryb łączący występuje głównie w zdaniach podrzędnych (stanowiących element zdań podrzędnie złożonych) wprowadzonych przez spójnik que. W języku codziennym stosowane są dwie formy trybu łączącego: subjonctif présent (tryb łączący czasu teraźniejszego) i subjonctif passé (tryb łączący czasu przeszłego złożonego). Subjonctif présent jest używany, gdy wydarzenie lub akcja wyrażana czasownikiem w zdaniu podrzędnym jest równoczesna lub późniejsza w stosunku do tej wyrażanej czasownikiem zdania głównego, natomiast subjonctif passé – kiedy jest ona wcześniejsza.
W języku podniosłym oraz w języku literatury spotyka się cztery formy trybu łączącego – oprócz wymienionych subjonctif présent i subjonctif passé pojawia się także subjonctif imparfait (tryb łączący w czasie przeszłym prostym) oraz subjonctif plus-que-parfait (tryb łączący w czasie zaprzeszłym). Wówczas ich użycie determinuje tzw. następstwo czasów.
Wystąpienie trybu łączącego w zdaniu podrzędnym zależy często od tego, czy pojawia się ze strony podmiotu element wartościujący, opiniujący bądź emocjonalny – jest on używany m.in. przy wyrażaniu życzeń, wątpliwości, rozkazów, celu, niskiego prawdopodobieństwa i niektórych relacji czasowych. Przeciwstawiany jest trybowi oznajmującemu, który służy do stwierdzania faktów. W efekcie niektóre konstrukcje zdaniowe wymagają użycia trybu łączącego, inne trybu oznajmującego, a jeszcze inne mogą być użyte z jednym lub drugim, przy czym wybór danego trybu wiąże się z pewną zmianą znaczenia lub wydźwięku komunikatu.

## Charakterystyka
Tryb łączący (subjonctif) klasyfikowany jest w języku francuskim do trybów osobowych czasownika (modes personnels), tzn. odmienianych przez osoby w koniugacji. Obok niego do tej grupy należy także tryb oznajmujący (indicatif) i rozkazujący (impératif). Niektórzy autorzy zaliczają tu także tryb przypuszczający (conditionnel), jednak obecnie większość uznaje go za jeden z czasów trybu oznajmującego.
Tryb łączący używany jest zasadniczo w zdaniu podrzędnym (będącym częścią zdania podrzędnie złożonego) wprowadzonym przez spójnik que lub zwrot spójnikowy zawierający que, i mającym inny podmiot niż ten w zdaniu głównym. Nie wszystkie jednak zdania podrzędne wprowadzone przez que zawierają czasownik w trybie łączącym. Musi jeszcze wystąpić znaczący stopień „własnej interpretacji” przez podmiot, czy to poprzez wyrażenie niskiego prawdopodobieństwa wystąpienia danego wydarzenia, czy też przez charakter wartościujący bądź emocjonalny. W efekcie niektóre konstrukcje zawsze wymagają użycia trybu łączącego, inne zawsze wymagają trybu oznajmującego, a jeszcze inne w zależności od znaczenia łączą się z jednym albo drugim.
Częstość występowania subjonctif w języku francuskim w XX w. zmniejszyła się w porównaniu z XIX w. Nie oznacza to jednak, że ulega on zanikowi. Choć dwie formy trybu łączącego – subjonctif imparfait i subjonctif plus-que-parfait, wyszły z użycia z języka codziennego, to ich roli nie przejął tryb oznajmujący, a dwie inne formy trybu łączącego – présent i passé. Istnieją nawet przypadki, kiedy subjonctif wypiera indicatif. Subjonctif jest żywym elementem języka i wydają się nietrafione opinie, że utrzymuje się dzięki szkolnictwu i nauczaniu gramatyki. Tryb łączący jest powszechnie używany także w języku ludzi niewykształconych i wydaje się mało prawdopodobne, by jego stabilność opierała się wyłącznie na tradycji.
Mimo że pojawiają się głosy, że tryb łączący jest zbędny w języku francuskim, to jednak pozostaje on żywą kategorią gramatyczną we współczesnym języku, i niezastępowalnym przez żaden inny tryb lub czas w wyrażaniu wielu niuansów stylistycznych.
W języku polskim nie ma trybu łączącego, jednak w pewnych wypadkach można znaleźć jego odpowiednik – konstrukcje zawierające połączenie spójnika że oraz partykuły –by (dające żeby) oraz czasownik w odpowiedniej formie, jak w zdaniu typu: Wątpię, żeby przyszedł. W pewnych innych przypadkach odpowiednikiem mogą być partykuły niech i oby.

## Tworzenie trybu łączącego
Tryb łączący może występować w następujących formach: w dwóch czasach prostych – czas teraźniejszy (subjonctif présent) i przeszły (subjonctif imparfait) – oraz dwóch czasach złożonych – czas przeszły (subjonctif passé) i czas zaprzeszły (subjonctif plus-que-parfait). Obecnie w języku codziennym używa się tylko formy czasu teraźniejszego i przeszłego złożonego (présent i passé). Pozostałe dwie formy (imparfait i plus-que-parfait) należą wyłącznie do starannego języka literackiego.

### Subjonctif présent
Aby utworzyć subjonctif présent (tryb łączący w czasie teraźniejszym), należy odciąć końcówkę -ent z formy 3. os. liczby mnogiej czasownika w trybie oznajmującym, a następnie do tego tematu dodać następujące końcówki:
| Osoba | Liczba pojedyncza | Liczba mnoga |
| ----- | ----------------- | ------------ |
| 1.    | -e                | -ions        |
| 2.    | -es               | -iez         |
| 3.    | -e                | -ent         |

| Grupa I          | Grupa I              | Grupa II           | Grupa II               | Grupa III        | Grupa III            |
| parler           | parler               | finir              | finir                  | mettre           | mettre               |
| Singulier        | Pluriel              | Singulier          | Pluriel                | Singulier        | Pluriel              |
| ---------------- | -------------------- | ------------------ | ---------------------- | ---------------- | -------------------- |
| que je parle     | que nous parlions    | que je finisse     | que nous finissions    | que je mette     | que nous mettions    |
| que tu parles    | que vous parliez     | que tu finisses    | que vous finissiez     | que tu mettes    | que vous mettiez     |
| qu'il/elle parle | qu'ils/elles parlent | qu'il/elle finisse | qu'ils/elles finissent | qu'il/elle mette | qu'ils/elles mettent |

W efekcie w przypadku czasowników pierwszej grupy koniugacyjnej formy w całej liczbie pojedynczej oraz w 3. os. liczby mnogiej formy trybu łączącego są identyczne jak w trybie oznajmującym.
Niektóre czasowniki nieregularne (trzeciej grupy koniugacyjnej) w trybie oznajmującym mają w liczbie mnogiej inny rdzeń dla 1. i 2. osoby, a inny dla 3. osoby. W trybie łączącym ta różnica jest zachowana. A mianowicie w trybie łączącym podstawą dla 1. i 2. os. l. mn. jest forma 1. os. l. mn. trybu oznajmującego; pozostałe bazują na rdzeniu 3. osoby liczby mnogiej. Przykładowo czasownik prendre ma następujące dwa rdzenie do tworzenia subjonctif: prenn- i pren-:
| prendre           | prendre               | recevoir        | recevoir               | boire         | boire            |
| Singulier         | Pluriel               | Singulier       | Pluriel                | Singulier     | Pluriel          |
| ----------------- | --------------------- | --------------- | ---------------------- | ------------- | ---------------- |
| que je prenne     | que nous prenions     | que je reçoive  | que nous recevions     | que je boive  | que nous buvions |
| que tu prennes    | que vous preniez      | que tu reçoives | que vous receviez      | que tu boives | que nous buviez  |
| qu’il/elle prenne | qu’ils/elles prennent | qu'il reçoive   | qu’ils/elles reçoivent | qu'il boive   | qu’ils boivent   |

Formy w 1. i 2. os. l. mn. w trybie subjonctif są prawie zawsze takie same jak formy w czasie imparfait trybu oznajmującego. Czasowniki kończące się na –ier mogą przyjmować dwa „i”, a w kończących się na –yer zachowane jest „y” (tak samo jak w imparfait):
| congédier           | congédier               | nettoyer           | nettoyer               |
| Singulier           | Pluriel                 | Singulier          | Pluriel                |
| ------------------- | ----------------------- | ------------------ | ---------------------- |
| que je congédie     | que nous congédiions    | que je nettoie     | que nous nettoyions    |
| que tu congédies    | que vous congédiiez     | que tu nettoies    | que vous nettoyiez     |
| qu'il/elle congédie | qu'ils/elles congédient | qu'il/elle nettoie | qu'ils/elles nettoient |

Dziewięć czasowników ma formy specjalne (nieregularne) w subjonctif présent. Są to: être, avoir, aller, faire, falloir, pouvoir, savoir, valoir, vouloir.
| être            | être            | avoir          | avoir              |
| Singulier       | Pluriel         | Singulier      | Pluriel            |
| --------------- | --------------- | -------------- | ------------------ |
| que je sois     | que nous soyons | que je aie     | que nous ayons     |
| que tu soies    | que vous soyez  | que tu aies    | que vous ayez      |
| qu'il/elle soit | qu'ils/elles    | qu'il/elle ait | qu'ils/elles aient |

|              | aller   | faire    | pouvoir   | savoir   | valoir   | vouloir   |
| ------------ | ------- | -------- | --------- | -------- | -------- | --------- |
| que je       | aille   | fasse    | puisse    | sache    | vaille   | veuille   |
| que tu       | ailles  | fasses   | puisses   | saches   | vailles  | veuilles  |
| qu'il/elle   | aille   | fasse    | puisse    | sache    | vaille   | veuille   |
| que nous     | allions | fassions | puissions | sachions | valions  | voulions  |
| que vous     | alliez  | fassiez  | puissiez  | sachiez  | valiez   | vouliez   |
| qu'ils/elles | aillent | fassent  | puissent  | sachent  | vaillent | veuillent |

Nieregularny czasownik falloir łączy się tylko z bezosobowym il, dając qu'il faille.
Przykład: C'est dommage que tu ne puisses pas venir. → Szkoda, że nie możesz przyjść.

### Subjonctif passé
Do budowy czasu przeszłego trybu łączącego (subjonctif passé) służy czasownik posiłkowy être lub avoir w trybie łączącym i imiesłów bierny czasu przeszłego (participe passé):
- travailler → que j’aie travaillé, que nous ayons travaillé
- sortir → que je sois sorti, que nous soyons sortis

Przykłady: C'est dommage que tu ne sois pas venu. → Szkoda, że nie przyszedłeś. Je suis désolé que tu aies perdu tes clés. → Przykro mi, że zgubiłeś swoje klucze. Elle se réjouit que son ami lui ait écrit. → Ona cieszy się, że przyjaciel jej napisał.

### Tryb łączący w języku literatury
W starannym języku literackim tryb łączący może mieć jeszcze dwa dodatkowe czasy: subjonctif imparfait i subjonctif plus-que-parfait. Subjonctif imparfait i plus-que-parfait nie są właściwie nigdy używane w języku codziennym, zarówno mówionym, jak i pisanym. Ich formy mogą czasem brzmieć dziwacznie dla frankofonów, zwłaszcza formy dla 1. i 2. osoby. Formy dla 3. os. wydają się nieco bardziej „akceptowalne” i głównie one są używane w języku literatury.

#### Subjonctif imparfait
Czas imparfait tworzy się od formy passe simple trybu oznajmującego w 2. os. l. poj., od której odejmuje się końcówkę –s i dodaje następujące:
| Osoba | Liczba pojedyncza | Liczba mnoga |
| ----- | ----------------- | ------------ |
| 1.    | -sse              | -ssions      |
| 2.    | -sses             | -ssiez       |
| 3.    | -^t               | -ssent       |

W trzeciej osobie liczby pojedynczej samogłoska w czasowniku otrzymuje akcent cirkumfleksowy:  que je parlasse → qu’il parlât. Subjonctif imparfait w 3. os. liczby pojedynczej ma bardzo podobną postać jak w czasie passé simple, różnią się one jedynie użyciem tego akcentu. Porównaj: Il était tard, il dut partir (passé simple). J'étais triste qu'il dût partir (subjonctif imparfait).
|                                  | être     | avoir    | aller      | faire    | partir      | devoir   | venir     |
| -------------------------------- | -------- | -------- | ---------- | -------- | ----------- | -------- | --------- |
| 2. os. l.poj. w passé simple: tu | fus      | eus      | allas      | fis      | partis      | dus      | vins      |
| que je                           | fusse    | eusse    | allasse    | fisse    | partisse    | dusse    | vinsse    |
| que tu                           | fusses   | eusses   | allasses   | fisses   | partisses   | dusses   | vinsses   |
| qu'il/elle                       | fût      | eût      | allât      | fît      | partît      | dût      | vînt      |
| que nous                         | fussions | eussions | allassions | fissions | partissions | dussions | vinssions |
| que vous                         | fussiez  | eussiez  | allassiez  | fissiez  | partissiez  | dussiez  | vinssiez  |
| qu'ils/elles                     | fussent  | eussent  | allassent  | fissent  | partissent  | dussent  | vinssent  |

Zamiast subjonctif imparfait w języku codziennym stosuje się tryb łączący w czasie teraźniejszym: Il était nécessaire qu'il comprît. → Il était nécessaire qu'il comprenne.

#### Subjonctif plus-que-parfait
Czas zaprzeszły plus-que-parfait trybu łączącego tworzy się przy pomocy form subjonctif imparfait czasowników posiłkowych être lub avoir oraz imiesłowu biernego czasu przeszłego czasownika. Form tych używa się wyłącznie w starannym języku literackim.
- faire →  que j’eusse fait, que nous eussions fait
- venir → que je fusse venu, que nous fussions venus

Zamiast niego w języku codziennym stosuje się powszechnie tryb łączący w czasie przeszłym: Il a regretté que vous fussiez allés si tôt. → Il a regretté que vous soyez allés si tôt.

## Użyciesubjonctifi zestawienie zindicatif
Słowo subjonctif pochodzi od łacińskiego subjungere → zapędzać pod jarzmo. Rzeczywistość, którą wprowadza ten tryb jest przefiltrowana przez odczucia i intencje podmiotu, jest ona wirtualna i dyskusyjna. Indicatif pochodzi od indicare → wskazywać. Ta rzeczywistość istnieje, nie podaje się jej w wątpliwość, można ją postrzegać, analizować, oceniać.

### Ogólne przesłanki do użyciasubjonctif
Ogólnie rzecz biorąc, tryb łączący wskazuje, że jakaś akcja jest w pewnym sensie „rozważana”, rozmyśla się nad nią, natomiast nie deklaruje się jej, nie pozwala się co do niej upewnić. W większości konstrukcji, gdzie w zdaniu podrzędnym zastosowany jest subjonctif podmiot w zdaniu głównym wykazuje znaczący stopień „własnej interpretacji”. Można ją sprowadzić do trzech głównych typów:
- podmiot ocenia, że dane wydarzenie na skali prawdopodobieństwa jest raczej nieprawdopodobne niż prawdopodobne
- podmiot rzutuje własne pragnienia lub odczucia na wydarzenia
- z punktu widzenia podmiotu wydarzenie nie jest pewne, jest raczej zależne od jakichś czynników, warunkowe, hipotetyczne, niepoznawalne, bliżej nieokreślone[9].

#### Tryb łączący bazujący na prawdopodobieństwie
Kiedy podmiot w zdaniu głównym wyraża pewność lub spore prawdopodobieństwo, że wydarzenie wystąpiło, występuje lub wystąpi, to w zdaniu podrzędnym będzie użyty tryb oznajmujący (indicatif). Taka konstrukcja w zdaniu głównym może być również bezosobowa. Przykładowo: Je pense que Jean est venu. → Myślę, że Jean przyszedł. Il est probable/certain/évident/clair/sûr que Jean viendra. → Jest prawdopodobne/pewne, że Jean przyjdzie. Il paraît qu’elle est malade. → Wydaje się, że jest chora. Je parie qu’il va gagner la course. → Założę się, że wygra wyścig. Do innych tego typu czasowników i zwrotów wyrażających przekonanie należy m.in. affirmer, imaginer, croire, juger, supposer, trouver, constater, déclarer, savoir, sentir, se rendre compte, se douter, prévoir, avoir l’impresssion, estimer, voir, observer, remarquer, se souvenir, être persuadé, être convaincu, a także espérer.
Jeśli prawdopodobieństwo wydarzenia spada poniżej „prawdopodobnego”, to w zdaniu podrzędnym używany jest subjonctif: Il est possible que Jean vienne. → Możliwe jest, że Jean przyjdzie. Il est peu probable que Jean soit venu. → Mało jest prawdopodobne, że Jean przyszedł.
Obniżenie pewności wyzwalające subjonctif zachodzi także wtedy, gdy czasowniki wyrażające przekonanie są zaprzeczone albo utworzone jest z ich udziałem pytanie z inwersją. Przykładowo: Je ne pense pas que Jean soit venu. → Nie sądzę, że Jean przyszedł. Il n'est pas certain que Jean vienne. → Nie jest pewne, że Jean przyjdzie. Est-il certain que Jean soit venu ? → Czy jest pewne, że Jean przyszedł? Crois-tu que Jean vienne ? → Myślisz, że Jean przyjdzie?
Inne przykłady: Peut-on dire que cet édifice soit un bon exemple de l’architecture gothique ? → Czy można powiedzieć, że ten budynek jest dobrym przykładem architektury gotyckiej? Je ne trouve pas que votre plaisanterie soit de bon goût. → Nie uważam, że pański żart jest w dobrym guście.

#### Tryb łączący bazujący na odczuciach
Kiedy konstrukcja zdania sprawia, że wydarzenie w zdaniu podrzędnym jest zaprezentowane po prostu jako fakt, bez specjalnego ubarwienia go osobistą interpretacją, to używany jest w nim tryb oznajmujący. Przykładowo: Je sais que Jean est venu. → Wiem, że Jean przyszedł.
Kiedy jednak dana konstrukcja nierozłącznie wiąże się z wyrażeniem osobistych pragnień, odczuć, używany jest wówczas tryb łączący. Przykładowo: Je regrette que Jean soit venu. → Żałuję, że Jean przyszedł. Czasownik regretter ukazuje osobistą, emocjonalną intepretację podmiotu, natomiast jeśli chodzi o prawdopodobieństwo, faktu przyjścia wcale nie podaje się w wątpliwość.

#### Tryb łączący bazujący na warunkowości, hipotetyczności, niepoznawalności
Jeśli warunkowość jest wyrażona klasycznie w konstrukcji ze spójnikiem si, używany jest tryb oznajmujący, np. Si tu avais moins bu hier, tu n’aurais pas mal à la tête. Jednak są pewne wyrażenia, które wprowadzają warunkowe zdanie zależne i z punktu widzenia podmiotu wydarzenie prezentowane przez nie są możliwe w pewnych określonych okolicznościach i tylko w nich – wówczas używany jest zawsze tryb łączący. Do takich wyrażeń należy à condition que oraz à moins que.
Jeśli nawiązuje się do wydarzeń w ograniczonym czy niepoznawalnym do końca punkcie na skali czasowej, to istnieje tendencja do użycia trybu subjonctif. Przykładowo jest on wymagany po wyrażeniach avant que i jusqu’à ce que, np. Je resterai jusqu’à ce qu’elle revienne. → Zostanę aż ona wróci.
Subjonctif używany jest, kiedy czasownik w zdaniu podrzędnym występuje po zwrotach wyrażających niejednoznaczność, dowolność typu: quoi que, quel que, qui que, np. Quoi qu'il fasse, il ne réussira pas. → Czegokolwiek by nie robił, nie uda mu się. Quels que soient ses résultats, il obtiendra ce qu'il voudra. → Jakiekolwiek by nie były jego wyniki, uzyska to, czego chce. Quelques bêtises que tu fasses, on te pardonne toujours.
Inne przykładowe wyrażenia tego typu:
- Quel riche qu’il soit. → Jakkolwiek bogaty by nie był
- Quel qu’il soit. → Jakikolwiek on jest.
- Qui que ce soit. → Ktokolwiek bądź.
- Quoi que ce soit. → Cokolwiek bądź.
- Quoi qu’il en soit. → Jakkolwiek by nie było[43].

### Szczegółowe zasady użyciasubjonctif

#### Wyrażenia i konstrukcje łączone zsubjonctif
W związku z powyżej przedstawionymi cechami subjonctif można wyróżnić grupy wyrażeń spójnikowych, które powodują użycie trybu łączącego w zdaniach podrzędnych. Są to grupy spójnikowe wyrażające:
- cel: afin que, pour que, de sorte que[45]: Je te prête mes clés pour que tu puisses rentrer. → Pożyczam ci moje klucze, żebyś mógł wrócić[e].
- przyzwolenie: bien que, quoique, à moins que, malgré que, encore que, où que, qui que, quoi que[47][48]: Bien qu’il pleuve, nous allons nous promener → Mimo że pada, pójdziemy się przejść Je ne pourrai pas te voir aujourd'hui, à moins que tu viennes chez moi. → Nie będę mógł cię dzisiaj zobaczyć, chyba że ty przyjdziesz do mnie.
- warunek: à condition que, pourvu que: Je viendrai à condition que le train n'ait pas de retard → Przyjdę pod warunkiem że pociąg nie będzie miał spóźnienia. Je permets à chacun de penser à sa manière, pourvu qu'on me laisse penser à la mienne. → Każdemu pozwalam myśleć po swojemu, jeśli tylko mnie pozwala mi się myśleć po mojemu.
- ramy czasowe, oczekiwanie: avant que, jusqu’à ce que, en attendant que[45], le temps que, d’ici (à ce) que[49]: Asseyez-voys en attendant que je revienne. → Usiądźcie, czekając aż przyjdę.
- życzenie: pourvu que[44] (na początku zdania): Pourvu qu’il ne lui arrive aucun malheur! → Oby nie zdarzyło mu się nic nieszczęśliwego!
- obawę: de crainte, que, de peur que[45]: J’ai peur que la vérité soit différente. → Obawiam się, że prawda jest inna.
- założenie: à supposer que, supposé que, en supposant que, en admettant que[36]: En supposant qu’il fasse beau, je pars demain. → Zakładając, że będzie ładna pogoda, wyjeżdżam jutro.

Do innych takich wyrażeń należy m.in.: non que, ce n’est pas que, pour peu que, si peu que, soit que, tel que. Przykłady użycia:
- w konstrukcji soit que... soit que.. lub que.. que podających kilka możliwych przyczyn[50]: Elle n’est pas venue, soit qu’elle ait oublié, soit qu’elle ait été retenue. → Nie przyszła, czy to zapomniała, czy to została powstrzymana.
- w konstrukcjach ce n’est pas que/non que...[50]: Je change de bagnole. Non qu’elle soit vieille mais elle consomme trop. → Zmieniam brykę. Nie żeby była stara, ale za dużo pali.
- w konstrukcjach pas si... que ukazujących konsekwencję[51]: Cet artiste n’est pas si célèbre que tout le monde le reconnaisse. → Ten artysta nie jest tak znany, żeby wszyscy go rozpoznawali.
- po konstrukcji c’est que[52]: L’idée, c’est que tu travailles à la maison. → Jest pomysł, abyś pracował w domu.

Sans que łączy się zawsze z subjonctif i wyraża konsekwencję, warunek lub ustępstwo: Je ne peux rien faire sans qu’elle me critique. → Nic nie mogę zrobić, żeby mnie nie skrytykowała. (cokolwiek bym zrobił) Je ne le ferai pas sans que tu sois d’accord. → Nie zrobię tego, jeśli się nie zgadzasz. Il a tout compris sans que je le lui dise. Wszystko zrozumiał, choć mu tego nie powiedziałem. W konstrukcji assez/trop… pour que wyraża się jakość lub ilości wystarczające, niewystarczających lub nadmierne: Il y a trop de vent pour qu’on prenne le vélo. → Jest za duży wiatr, żeby jechać rowerem.
Subjonctif występuje w konstrukcjach wyrażających:
- konieczność, obowiązek, np. il faut que, il est nécessaire que, il est indispensable que[54], il est inévitable que, il est urgent que[55], exiger que, insister pour que, commander que, ordonner que[56], interdire que[57], autoriser que[30], veiller à ce que, défendre que, ce n’est pas la peine que[58]: La vie exige qu'on prenne des décisions irrévocables. → Życie wymaga, by przyjmować nieodwołalne decyzje.
- możliwość, np. il se peut que, il se peut se faire que, il arrive que[55]
- niskie lub obniżone prawdopodobieństwo, np. il est exclu que, il n’est pas habituel que[55], il est douteux que, il est invraisemblable que, il n'est pas sûr que, il n'est pas vrai que; douter que[59]
- pragnienie, życzenie, np. aimer (mieux) que, avoir envie que, désirer que, préférer que, souhaiter que, vouloir (bien) que, proposer que, demander que, suggérer que, compter que, tenir à ce que, attendre que, permettre que, consentir que, accepter que, accorder que, s’opposer à ce que, empêcher que, refuser que, éviter que[58][59], np. J'aimerais qu'elle soit plus gentille avec lui. → Chciałbym, żeby była dla niego bardziej miła.
- odczucia podmiotu takie jak m.in. radość, smutek, obawa, zaskoczenie[54], np. être content/ fâché/ heureux/ ravi/ surpris/ triste/ désolé/ honteux/ choqué que; avoir peur que, craindre que, se réjouir que, détester que, tenir à ce que, s’étonner que, regretter que, il est dommage que, c’est étonnant que[59]; cela m’étonne/ me fâche/ m’ennuie/ me réjouit que itd.[60], np. Cela m’étonne qu’il ne puisse pas venir avec nous demain. → Jestem zaskoczony, że on nie może do nas jutro dołączyć[60]. Podobnie może być użyty po wyrażeniach rzeczownikowych o podobnym znaczeniu, np. l'attente que, la crainte que, le désir que, l'ordre que, la peur que, le souhait que[59].
- ocenę, opinię wydaną przez podmiot, np. il est important que, il est fatal que, c’est normal que, c’est n’est pas normal que, le principal c'est que, il est temps que, il vaut mieux que[59], il est logique que, c’est bizzare que, il suffit que, peu m’importe que, il convient que, nier que, contester que, approuver que[61]. Porównaj: Je trouve qu’elle a du talent. → Uważam, że ona ma talent. Je trouve normal qu’elle ait du succès. → Uważam to za normalne, że osiąga sukces[33].

Tymczasem infinitif występuje m.in. po wyrażeniach związanych z przekazywnaiem faktów jak te wprowadzające wyjątki (excepté que, sinon que, sauf que, sans compter que) czy przyczyny, wyjaśnienia (np. parce que, étant donné que, puisque, du fait que, vu que, surtout que, sous prétexte que). Pewne wyrażenia związane z czasem również wymagają użycia indicatif – w konstrukcjach z ich użyciem akcja ze zdania podrzędnego ma miejsce przed lub równocześnie z akcją ze zdania głównego (ponieważ niejako daje to duży stopień pewności). Do takich wyrażeń należy m.in.: tant que, aussi longtemps que, après que, une fois que, dès que, aussitôt que, à peine… que, pendant que, tandis que, alors que, lorsque, en même temps que, depuis que, à mesure que.
Przykład użycia czasów: Le chirurgien pourra-t-il opérer si le patient n’est pas à jeun ? (indicatif) Non, pour que le chirurgien puisse opérer (subjonctif), il faut que le patient soit à jeun (subjonctif). → Czy chirurg będzie mógł operować, jeśli pacjent nie jest na czczo? Nie, aby chirurg mógł operować, trzeba, aby pacjent był na czczo. Je crois qu’elle le fera. Moi, je ne pense pas qu’elle le fasse → Myślę, że ona to zrobi. A ja nie uważam, że ona to zrobi.

#### Subjonctifa bezokolicznik
Tryb łączący wymaga dwóch różnych podmiotów. W przypadku, gdy występuje tylko jeden podmiot, stosowany jest bezokolicznik. Porównaj: Je veux qu’il sache. → Chcę, żeby wiedział. Je veux savoir. → Chcę wiedzieć. nie: Je veux que je sache. Je suis désolé qu’il parte. → Przykro mi, że wyjeżdża. Je suis désolé de partir. → Przykro mi, że wyjeżdżam. nie: Je suis désolé que je parte. Cet enfant n’est pas suffisamment grand pour qu’on puisse le laisser seul à la maison. → To dziecko nie jest wystarczająco duże, żeby można je było zostawić same w domu. Cet enfant est trop petit pour rester seul à la maison..
Tryb łączący w czasie przeszłym jest zastępowany generalnie przez bezokolicznik czasu przeszłego, np. Je regrette qu'il ait fait ça → Je regrette d’avoir faire ça.
Jeśli podmiot w zdaniu głównym nie jest wyszczególniony (np. użyta jest strona bierna), to zdanie z trybem łączącym można zastąpić odpowiednim wyrażeniem rzeczownikowym, np. L'ordre qu'il soit exécuté a été donné par le roi. → L'ordre de l'exécuter a été donné par le roi.

#### Konstrukcje łączące się zsubjonctiflubinfinitif
Czasownik décider que (decydować) wymaga używa indicatif, podczas gdy pochodny zwrot être décidé à ce que (być zdecydowanym na to by) oraz se décider à (decydować się na) wymagają użycia subjonctif, wyrażają niejako życzenie.
W większości konstrukcji nie ma możliwości wyboru innego trybu czasownika – używany jest albo tryb łączący, albo oznajmujący. Jednak w pewnych przypadkach ten wybór między subjonctif a indicatif jest możliwy, co wiąże się z pewną zmianą znaczenia.
Przy wyrażeniach spójnikowych związanych z określaniem sposobu: de manière que, de façon que, de sorte que, si bien que stosuje się tryb oznajmujący, jeśli zwroty te wyrażają rezultat: Elle me fait la piqûre de manière que je ne sens pas la douleur  → Ona robi mi zastrzyk w taki sposób, że nie odczuwam bólu. Tu ne me racontes jamais ce qui se passe chez toi, de sorte que je suis incapable de te conseiller. → Nigdy nie opowiadasz, co się dzieje u ciebie, tak że nie jestem w stanie ci doradzić. Natomiast jeśli zdanie wyraża cel (stwarzanie warunków, by coś się zadziało), używa się trybu łączącego: Elle me fait la piqûre de manière que je ne sente pas la douleur  → Ona robi mi zastrzyk tak, żebym nie odczuwał bólu". Dis-m'en un peu plus sur ce qui se passe chez toi, de sorte que je puisse te conseiller. → Powiedz mi więcej o tym, co się dzieje u ciebie, żebym mógł ci doradzić.
Cel poprzez subjonctif wyrażany jest także w innego rodzaju zdaniach. Porównaj: Il s'agit que tu es malheureuse. → Chodzi o to, że jesteś nieszczęśliwa (stwierdzenie, infinitif). Il s'agit que nous favorisions une adaptation réciproque. → Chodzi o to, żebyśmy sprzyjali wzajemnemu przystosowaniu się (cel do osiągnięcia, subjonctif).
Czasowniki typu dire, écrire, téléphoner, expliquer użyte w trybie rozkazującym przy wprowadzaniu zdania podrzędnego z subjonctif oznaczają deklarację, a z infinitif – nakaz. Porównaj: Écris-lui qu’elle viendra demain. → Napisz jej, że przyjdzie jutro. Écris-lui qu’elle vienne. → Napisz jej, żeby przyszła.
Pewien wybór może też istnieć w związku z tym, czy stwierdza się po prostu fakt (wówczas preferowany jest indicatif) czy może dodatkowo wyraża się emocje (np. zaskoczenie, poruszenie – wówczas używa się subjonctif), np. w zdaniu Il n’y a que Paul m’a / m’ait téléphoné. → Tylko Paul do mnie zadzwonił. C’était le premier qui a réussi (stwierdzenie). C’était le premier qui ait réussi (wydźwięk podziwu, gratulacji).

##### Konstrukcje zawierające przeczenie lub wyrażające pytania z inwersją
Jak wspomniano, jeśli czasowniki lub konstrukcje wyrażające stwierdzenie (łączące się z infinitif) są zaprzeczone lub tworzą pytanie z inwersją (przestawnym szykiem podmiotu i orzeczenia), wówczas często używany jest tryb subjonctif w zdaniu podrzędnym. Wynika to z tego, że taka konstrukcja zaczyna być raczej opinią niż stwierdzeniem faktu, np. Je ne pense pas que ce soit faisable (akcentowana jest opinia). → Nie uważam, żeby to było wykonalne. Takie zdanie może być jednak użyte także z infinitif z pewną zmianą wydźwięku w znaczeniu: Je ne pense pas que c’est faisable (akcentowany jest fakt, że to może być wykonalne, ale ja tak nie uważam). Porównaj też: Te souviens-tu qu’elle ait mentionné son nouveau mari ? → Pamiętasz, czy wspomniała o swoim nowym mężu? (mam wątpliwość, może wspomniała, może nie, pytam o opinię). Te souviens-tu qu’elle a mentionné son nouveau mari ? → Pamiętasz, że wspomniała o swoim nowym mężu? (ona wspominała, ale czy ty to pamiętasz?).
Przeczenie albo tworzenie pytania ze zdania wyrażającego negację lub wątpliwość może powodować, że komunikat mniej staje się opinią i zastosowanie trybu oznajmującego staje się bardziej logiczne, np. może powodować, że zdarzenie uważa się za bardziej prawdopodobne: Je ne doute pas qu’elle a fait de son mieux. → Nie mam wątpliwości – zrobiła wszystko, co mogła (jestem tego pewien). On ne pouvait pas nier que c’était là une belle vie. → Nie można było zaprzeczyć, że to było piękne życie. Mimo to również subjonctif bywa używany: Je ne doute pas qu’elle ait fait de son mieux. → Nie wątpię, że zrobiła wszystko, co mogła (taka jest moja opinia).
W następujących konstrukcjach domyślnie występuje subjonctif: Je nie que Henry l’ait fait.  → Zaprzeczam, jakoby Henry to zrobił. Il est faux qu’il m’ait vu là. → Nieprawdą jest, jakoby mnie tam widział. Jednak w tych formach przeczących możliwe jest też użycie indicatif, jeśli mówca jest pewny i nie zakłada w ogóle rozważania innej możliwości: Je nie que Henry l’a fait. → Zaprzeczam – Henry tego nie zrobił. Il est faux que la Terre est plat. → Nieprawdą jest [stwierdzenie], że Ziemia jest płaska.
Zatem w przeczeniach często możliwe jest użycie zarówno trybu oznajmującego, jak i łączącego. Dotyczy to m.in. takich czasowników i wyrażeń jak affirmer, considérer, croire, déclarer, dire, espérer, juger, penser, prétendre, savoir, il semble, trouver, voir, np. Elle ne pense pas qu'il est/soit intelligent. → Nie uważa, że jest inteligentny., przy czym forma z subjonctif jest częstsza i bardziej typowa. Formy niezaprzeczone tych czasowników wymagają jednak użycia trybu oznajmującego.
Także w pytaniach z inwersją często stosowane mogą być czasowniki zarówno w trybie oznajmującym, jak i łączącym: Trouvez-vous qu'il est/soit intéressant ? → Uważasz, że jest interesujący? W praktyce współcześnie zdań z inwersją używa się stosunkowo rzadko, głównie w starannym języku pisanym. Częściej tworzy się pytania z wykorzystaniem wyrażenia est-ce que... lub o postaci identycznej jak zdania oznajmujące, jedynie z odpowiednią intonacją pytajną w języku mówionym, i wówczas nie używa się trybu łączącego.

#### Inne przypadki
Subjonctif nie jest używany, kiedy zdanie podrzędne jest wprowadzane poprzez inny spójnik niż que, np. si, comme, quand, lorsque, comment, pourquoi. Przykładowo: C’est étonnant comme elle a grandi. → To zaskakujące, jak urosła.
Jeśli w konstrukcjach warunkowych budowanych przez si wprowadzone jest dodatkowe zdanie współrzędne poprzedzone et que, to czasownik w nim używany jest zwykle w trybie łączącym, np. Si elle téléphone demain et qu'elle veuille savoir où j'étais, dis-lui que j'étais chez ma père. → Jeśli jutro zadzwoni i będzie chciała wiedzieć, gdzie byłem, powiedz jej, że byłem u mojego ojca. Co więcej, konstrukcja que z czasownikiem w trybie łączącym użyta na początku zdania może zastąpić konstrukcję z si, wyrażając warunek. Wówczas często zdanie narzędne zaczyna się od et, np. Qu’il fasse beau demain, (et) j’irai à la pêche. = S’il fait beau demain, j’irai à la pêche. → Jeśli jutro będzie ładna pogoda, pójdę na ryby.
Wyrażenia przysłówkowe używane zwłaszcza w potocznym języku na początku zdania takie jak heureusement que, certainement que, apparement que, peut-être que, mimo że często niosą znaczenie, które sprzyjałoby użyciu subjonctif, są używane z indicatif, np. Peut-être qu'elle viendra, peut-être qu'elle viendra pas. → Może przyjdzie, może nie.
Kiedy podmiotem jest nie tyle fraza rzeczownikowa, co niejako całe zdanie podrzędne (zdanie podrzędne występuje przed zdaniem nadrzędnym, jest w prepozycji), to czasownik w tym zdaniu jest w używany w trybie łączącym, nawet jeśli normalnie wymagałby trybu oznajmującego. Porównaj: Qu’il soit à Toulouse demain est probable. → To, że będzie jutro w Tuluzie jest prawdopodobne. Il est probable qu’il sera à Toulouse demain. → Jest to prawdopodobne, że jutro będzie w Tuluzie. Zdanie wprowadzone przez que tłumaczone jako „czy… czy” wymaga również subjonctif, np. Qu’il vienne ou non, ça m’est égal. → Czy przyjdzie, czy nie jest mi obojętne.

### Subjonctifw zdaniach względnych
Czasownik w zdaniu względnym najczęściej występuje w trybie oznajmującym. Istnieją jednak pewne okoliczności, w których może pojawić się w nim również tryb łączący.

#### Idea wyjątkowości
Czasowniki w zdaniach podrzędnych związane z pewnym statusem wyjątkowości polegającym na użyciu przymiotnika w stopniu najwyższym, frazy rzeczownikowej zawierającej przymiotnik dernier, premier, seul, unique albo zaimka rien bądź personne, w zależności od sensu zdania mogą występować albo w trybie łączącym, albo oznajmującym. W tego typu konstrukcjach subjonctif jest używany, kiedy opisywane jest coś „niezrównanego”, tj. największy, najlepszy, najgorszy, pierwszy, ostatni, jedyny w swoim rodzaju kiedykolwiek. Przykładowo: Cette citrouille est la plus grosse que j’aie jamais vue. → Ta dynia jest największą jaką kiedykolwiek widziałem. Elle est la meilleure spécialiste que j'aie entendue sur ce sujet. → Ona jest najlepszą specjalistką w tym temacie, o której słyszałem. Monique est la seule qui soit capable de le faire. → Monique jest jedyną, która byłaby zdolna to zrobić. II possède la dernière des motos qui soit équipée d'un moteur spécial. → Posiada ostatni z motorów wyposażonych w specjalny silnik.
Kiedy jednak nie występuje cecha bycia „niezrównanym”, kiedy wyraża się po prostu fakt, czy też kiedy opisuje się coś największego, najlepszego, najgorszego, pierwszego, ostatniego w obrębie danego zestawu (a w związku z tym inne mogą być jeszcze większe, lepsze, gorsze itd.), to wówczas używa się trybu oznajmującego. Przykładowo: Le livre d’histoire est le seul qui est tombé de l’étagère. → Książka historyczna jest jedyną, która spadła z półki. C'est le premier film que j'ai vu. → To pierwszy film, który widziałem (stwierdzenie faktu). Dla kontrastu: C'était la première personne qui ait fait l'ascension du Mont-Blanc. → To była pierwsza osoba, która zdobyła szczyt Mont Blanc. Porównaj też: Je ne connais personne qui soit plus doué pour la peinture que vous (subjonctif) → Nie znam nikogo kto byłby bardziej uzdolniony w malarstwie niż pan. Je ne connais personne qui sait jouer de la trompette (indicatif). → Nie znam nikogo, kto umie grać na trąbce (wiele ludzi na świecie umie grać na trąbce, ale po prostu nikt z tej grupy ludzi nie jest moim znajomym).

#### Niewnikanie podmiotu w realność tego, co w zdaniu względnym
W przypadku użycia następującego zdania z indicatif: Je cherche un étudiant qui connaît bien le français. → Szukam [pewnego] studenta, który zna dobrze francuski – sugeruje się, że wiemy, że w grupie, do której się zwracamy jest pewien taki student znający dobrze ten język. Nieco inny jest komunikat w przypadku użycia subjonctif: Je cherche un étudiant qui connaisse bien le français. → Szukam [jakiegoś] studenta, który znałby dobrze francuski – nie wiem, czy w ogóle taki jest. Pourriez-vous m’indiquer le chemin qui conduit à la gare ? → Mógłby mi pan wskazać [tę] drogę, która prowadzi na dworzec?  (wiem, że taka istnieje, ale nie wiem, która to jest). Pourriez-vous m’indiquer un chemin qui conduise à la gare ? → Mógłby mi pan wskazać [jakaś] drogę, która prowadzi na dworzec? (szukam jakiejś drogi, która prowadziłaby na dworzec; nie wiem, czy taka istnieje). Y a-t-il quelque chose que je puisse faire ? → Czy jest coś, co mógłbym zrobić?
Na podobnej zasadzie: Si elle connaissait un endroit qui convienne, elle le dirait. → Jeśli znałaby miejsce, które pasuje, powiedziałaby o tym (ale najprawdopodobniej nie zna takiego miejsca). Si elle connaît un endroit qui convient, allons-y. → Jeśli zna miejsce, które pasuje, chodźmy tam. Vous avez l’air de quelqu'un qui ne soit pas loin de pleurer. → Wygląda pan na kogoś, kto nie jest daleki od płaczu. Chomsky a élaboré une théorie du langage qui puisse mieux correspondre au fonctionnement du langage. → Chomsky opracował teorię języka, która [być może] jest w stanie lepiej odpowiadać [rzeczywistemu] funkcjonowaniu języka. W większości tego typu przypadków subjonctif może być zastąpiony przez conditionnel (tryb przypuszczający).

#### Subjonctifpo przeczeniach i zdaniach pytających
Kiedy zdanie względne jest wprowadzone frazą w negacji lub tworzącą pytanie, często czasownik występuje w subjonctif, np. Est-il un trésor qui vaille le sommeil ? → Czy jest to skarb, który byłby wart snu? Sama negacja może nie być wyrażona wprost przez zaprzeczony czasownik, a mimo to pozwalać na użycie subjonctif, np. Il est aussi difficile de concevoir une société où tous les citoyens soient riches. → Trudno jest też zaprojektować społeczeństwo, w którym wszyscy obywatele byliby bogaci. Un homme dont la parole provoquât des larmes, s’est rarement rencontré.  → Człowieka, którego słowa wywoływałyby łzy spotykało się rzadko (użycie subjonctif imparfait).

### Subjonctifw zdaniach niezależnych
Choć tryb łączący występuje najczęściej w zdaniu podrzędnym, może on również wystąpić niezależnie w zdaniu głównym do wyrażania rozkazu, życzenia.
Tryb łączący użyty w trzeciej osobie liczby pojedynczej lub mnogiej ma wartość trybu rozkazującego dla tych osób; może również w ten sposób wyrażać życzenia: Muriel a mal à la tête. Qu’elle prenne de l’aspirine! → Muriel boli głowa. Niech weźmie aspirynę! Que le meilleur gagne → Niech wygra lepszy. Que Dieu nous protège. → Niech chroni nas Bóg. Qu'il aille au diable ! → Niech idzie do diabła. Qu’elle m’attende. → Niech na mnie zaczeka! Que la lumière soit ! Et la lumière fut. → Niechaj się stanie światłość! I stała się światłość
Tryb łączący spotyka się także w różnych wyrażeniach, niekoniecznie poprzedzonych spójnikiem que: Vive la République! → Niech żyje Republika! , Sauve qui peut → Ratuj się, kto może, Dieu soit loué! → Bogu dzięki.
We współczesnym języku francuskim używane są głównie konstrukcje z Vive… oraz Qu’il/elle/ils/elles… Pozostałe są raczej formalne i brzmią nieco archaicznie.
Zdania w trybie rozkazującym o konstrukcji que + subjontif mogą mieć taką samą formę jak wykrzyknienia o konstrukcji que + indicatif, jeśli czasownik brzmi tak samo w obu trybach – wtedy interpretacja zależy od kontekstu i intonacji: Qu’elle chante bien ! (indicatif) → Jak ona dobrze śpiewa! Qu’elle chante bien ! (subjonctif) → Niech dobrze śpiewa!
Formę subjonctif czasownika être – soit wykorzystuje się przy wyrażaniu założeń matematycznych: Soit un triangle quelconque... → Dany jest dowolny trójkąt....

### Subjonctifa mowa zależna
Przekształcając mowę niezależną na zależną, czasowniki w trybie subjonctif présent i passé na ogół nie zmieniają formy, ale w języku podniosłym może być użyty odpowiednio subjonctif imparfait i plus-que-parfait.
W przypadku trybu rozkazującego impératif présent może być przekształcony w konstrukcję z infinitif présent, subjonctif présent, a w języku podniosłym – w subjonctif imparfait. Impératif passé może z kolei zostać przekształcony w infinitf présent, subjonctif présent, a w języku podniosłym – w subjonctif plus-que-parfait.
| Mowa niezależna (style direct) | Mowa niezależna (style direct)        | Mowa zależna (style indirect) | Mowa zależna (style indirect)                          |
| Forma                          | Przykład                              | Forma                         | Przykład                                               |
| ------------------------------ | ------------------------------------- | ----------------------------- | ------------------------------------------------------ |
| Subjonctif présent             | Il faut qu'elle parte !               | Subjonctif présent            | Il a crié qu'il fallait qu'elle parte.                 |
| Subjonctif présent             | Il faut qu'elle parte !               | Subjonctif imparfait          | Il cria qu'il fallait qu'elle partît.                  |
| Subjonctif passé               | Je suis contente que vous soyez venu. | Subjonctif passé              | Elle a déclaré qu'elle était contente qu'il soit venu. |
| Subjonctif passé               | Je suis contente que vous soyez venu. | Subjonctif plus-que-parfait   | Elle déclara qu'elle était contente qu'il fût venu.    |
| Impératif présent              | Reviens vite !                        | Infinitif présent             | Elle lui a ordonné de revenir vite.                    |
| Impératif présent              | Reviens vite !                        | Subjonctif présent            | Elle lui a ordonné qu'il revienne vite.                |
| Impératif présent              | Reviens vite !                        | Subjonctif imparfait          | Elle lui ordonna qu'il revînt vite.                    |
| Impératif passé                | Soyez rentré avant minuit.            | Infinitif passé               | Elle lui a ordonné d'être rentré avant minuit.         |
| Impératif passé                | Soyez rentré avant minuit.            | Subjonctif présent            | Elle lui a ordonné qu'elle soit rentrée avant minuit.  |
| Impératif passé                | Soyez rentré avant minuit.            | Subjonctif plus-que-parfait   | Elle lui ordonna qu'elle fût rentrée avant minuit.     |

Inny przykład, gdzie czasownik w trybie rozkazującym jest zastępowany przez bubjonctif lub bezokolicznik: Tais-toi ! La mère a demandé à son fils qu’il se taise / de se taire. → Ucisz się! Matka poprosiła swojego syna, by się uciszył.

### Porównanie trybu łączącego z trybem oznajmującym
| | Tryb oznajmujący (indicatif) | Tryb łączący (subjonctif) |
| --- | --- | --- |
| indicatif – niezależność od odczuć podmiotu; subjonctif – zależność od odczuć podmiotu | Je sens / constate qu’il fait chaud. → Odczuwam / Stwierdzam, że jest ciepło. Je pense / suppose qu’il va pleuvoir. → Myślę / Przypuszczam, że będzie padać. Je décide / juge / J’estime qu’il doit partir. → Decyduję / Sądzę / Uważam, że musi wyjechać. Je suis sûr que ce tableau est un van Gogh. → Jestem pewny, że ten obraz to van Gogh. | Je voudrais / souhaite / désire qu’il fasse beau. → Chciałbym / Życzę sobie / Pragnę, żeby była ładna pogoda. Je redoute / J’ai peur qu’il [ne] pleuve. → Obawiam się / Boję się, że będzie padać. J’exige / ordonne qu’il parte. → Wymagam / Nakazuję, by wyjechał. Je doute que ce tableau soit un van Gogh. → Wątpię, że ten obraz to van Gogh. |
| przymiotniki nadające charakter subiektywny lub moralny; przymiotniki oceniające i czasowniki związane z odczuciami | Je trouve qu’elle est intelligente. → Uważam, że jest inteligentna. Je juge qu’elle a du charisme. → Sądzę, że ma charyzmę. J’estime qu’il est ambitieux. → Uważam, że jest ambitny. | Je trouve absurde qu’elle soit femme de ménage. → Uważam to za absurdalne, że jest sprzątaczką. Je juge bon qu’elle soit directrice. → Sądzę, że to dobrze, że jest dyrektorką. J’estime normal qu’il ait du succès. → Uważam, iż to normalne, że odnosi sukcesy. Il est normal / étonnant qu'il soit fatigué. → To normalne / zaskakujące, że jest zmęczony. Ça m’agace / me déprime qu’il quitte Paris. → Drażni mnie / przygnębia mnie, że on opuszcza Paryż.       |
| przypuszczenie wprowadzające hipotezę | On suppose qu’il est capable. → Przypuszcza się, że jest zdolny. | Supposons qu’il soit capable... → Przypuśćmy, że jest zdolny... (tryb rozkazujący wprowadzający hipotezę) À supposer qu’il pleuve, que ferons-nous ? → Zakładając, że będzie padać, co zrobimy? |
| podkreślenie zdania podrzędnego przez umieszczenie go przed zdaniem nadrzędnym wymaga użycia trybu łączącego | Je suis certaine qu’elle est coupable. → Jestem pewna, że ona jest winna. | Qu’elle soit coupable, j’en suis certaine. → Tego, że ona jest winna, jestem pewna. |
| po formach przysłówkowych na początku zdania występuje tryb oznajmujący | Peut-être qu’elle viendra. → Być może przyjdzie. (nie: peut-être il va venir) Malheureusement qu’il est là. → Niestety on jest tutaj. | Il se peut qu’il vienne. → Być może przyjdzie. Je suis heureux qu’il soit là. → Jestem szczęśliwy, że jest tutaj. |
| gdy w zdanie względne wyraża fakty, używa się trybu oznajmującego; gdy wyraża tylko możliwości, życzenia, używany jest tryb łączący | Je cherche quelqu’un qui peut m’aider. → Szukam [tego] kogoś, kto może mi pomóc. (mam kogoś konkretnego na myśli) J’ai visité un appartement qui a 2 chambres et une place de parking. → Odwiedziłem mieszkanie, które ma 2 pokoje i miejsce parkingowe.                                                                                         | Je cherche quelqu’un qui puisse m’aider. → Szukam kogoś [kogokolwiek], kto mógłby mi pomóc. (możliwy też tryb przypuszczający: pourrait) Je cherche une maison qui ait 2 chambres et une place de parking. → Szukam mieszkania, które miałoby 2 pokoje i miejsce parkingowe. Connais-tu des femmes qui fassent du ski ? → Znasz [jakieś] kobiety, które jeżdżą na nartach? Y a-t-il quelqu’un qui puisse donner la solution ? → Jest ktoś, kto może podać rozwiązanie? |
| przy wyrażaniu rzadkości, unikalności używa się trybu łączącego, choć czasem tryb oznajmujący jest możliwy | Personne ne sait nager comme toi. → Nikt nie umie pływać jak ty. Rien n’est meilleur qu’une tasse de café le matin. → Nie ma nic lepszego niż filiżanka kawy o poranku. | Nous ne connaissons personne qui sache nager aussi bien que toi. → Nie znamy nikogo, kto umiałby pływać tak dobrze jak ty. Il n’y a rien qui soit meilleur qu’une tasse de café le matin. → Nie ma nic, co mogłoby być lepsze niż filiżanka kawy o poranku. Il fait froid ! C’est le moins qu’on puisse dire : Je gèle. → Jest zimno ! To najdelikatniejsze, co można powiedzieć – zamarzam.                                                                           |
| wyrażanie wyjątkowości przez wyrazy le seul, l’unique, le premier (jako odpowiednik najwyższego stopnia przymiotnika) | Seule Cécile connaît la vérité. → Jedynie Cécile zna prawdę. | C’est la seule qui connaisse la vérité. → Jest jedyną, która zna prawdę. Je connaît cette histoire par coeur. C’est d’ailleurs l’unique histoire que je connaisse. → Znam tę historię na pamięć. To zresztą jedyna historia, którą znam. |
| tryb łączący używany jest, jeśli akcja w zdaniu głównym toczy się przed tą w zdaniu podrzędnym i wykazuje zależność czasową | J’ai mangé après que le train est parti. → Zjadłem po tym, jak pociąg odjechał. Dès que j’ai franchi le seuil de la maison, je me suis endormi. → Jak tylko przekroczyłem próg domu, zasnąłem. Aussi longtemps que je vivrai, je ne te le pardonnerai pas. → Dopóki będę żył, nie wybaczę ci tego.                                               | Je mangerai un sandwich en attendant que le train parte. → Zjem kanapkę, czekając aż pociąg odjedzie. Je restarai sur le quai jusqu’à ce que le train parte. → Zostanę na peronie aż pociąg odjedzie. Attends-moi, le temps que je mette une culotte. → Poczekaj na mnie aż włożę majtki. |
| czasowniki admettre i comprendre w trybie oznajmującym wyrażają stwierdzenie, sugerują, że uważa się to za prawdę, podczas gdy w trybie łączącym wyrażają akceptację, sugerują, że uważa się to za możliwość                                             | J’admets que j’ai eu tort. → Przyznaję, że się myliłem. Je comprends qu’il y a un malentendu. → Rozumiem, że jest nieporozumienie. Je comprends qu'elle ne viendra pas. → Rozumiem, że nie przyjdzie. (wniosek z tego, co mówisz) | J’admets qu’il soit mécontent. → Przyznaję, że może być niezadowolony. Je comprends que tu sois inquiet. → Rozumiem, że możesz być zaniepokojony. Je comprends qu’elle ne vienne pas. → Rozumiem, że nie przyjdzie. (rozumiem, dlaczego nie chce przyjść) |
| czasowniki dire, écrire, téléphoner, expliquer w trybie oznajmującym oznaczają deklarację, a w łączącym – polecenie | Dites à Aurélie que je l’attends. → Powiedzcie Aurélie, że czekam na nią. Il a dit qu'elle viendra. → Powiedział, że przyjdzie. | Dites-lui qu’il attende. → Powiedzcie mu, żeby czekał. Il a dit qu'elle vienne. → Powiedział, żeby przyszła. |
| czasowniki attendre i s’attendre à | On attend le beau temps pour partir. → Czekamy na dobrą pogodę, żeby wyjechać. | J’attends que Claudine revienne de voyage. → Czekam aż Claudine wróci z podróży. Je m’attends à ce qu’elle soit bronzée. → Spodziewam się, że jest opalona. |
| w zależności od znaczenia czasownik entendre łączy się z trybem oznajmującym lub łączącym | J'entends qu'il est là. → Słyszę, że tu jest. | J'entends qu'il soit là. → Żądam, żeby tu był. |
| czasowniki tworzące typowo konstrukcje z à ce que łączą się z subjonctif, np. consentir à ce que, s’engager à ce que, s’habituer à ce que, renoncer à ce que, résigner à ce que, tenir à ce que, veiller à ce que; możliwy indicatif, gdy mowa o faktach | Il tient beaucoup à ce que ses parents lui ont offert. → Jest bardzo przywiązany do tego, co podarowali mu jego rodzice. | Il tient à ce que ses parents lui fassent des cadeaux. → Zależy mu, by jego rodzice robili mu prezenty. |
| il me semble + indicatif; il semble + subjonctif | Il me semble qu’il a des frissons. → Wydaje mi się, że ma dreszcze. | Il semble qu’il ait des frissons. → Zdaje się, że ma dreszcze. |
| se douter + indicatif; douter + subjoctif | Je me doute qu’il est honnête. → Myślę, że jest uczciwy. | Je doute qu’il soit honnête. → Wątpię, żeby był uczciwy. |
| le fait est que + indicatif – stwierdzenie czegoś rzeczywistego; le fait que + subjonctif – zwrócenie uwagi na coś rzeczywistego | Le fait est qu’on est en juin. → Faktem jest, że mamy czerwiec. | Le fait qu’on soit en juin rend encore plus étrange le fait qu’il fasse si froid. → Fakt, że mamy czerwiec sprawia, że jest to jeszcze bardziej dziwne, że jest tak zimno. |
| czasownik se plaindre w zależności od tego, czy mowa o rzeczywistości czy o subiektywnej ocenie łączy się z indicatif lub subjonctif | Le malade se plaint que sa tête lui fait mal. → Chory skarży się, że boli go głowa. | Le malade se plaint que le docteur ne l’ait pas bien soigné. → Chory skarży się, że doktor go dobrze nie wyleczył. |

## Użycie czasów w trybie łączącym
We współczesnym języku codziennym, zarówno mówionym, jak i pisanym, w trybie łączącym nie stosuje się tzw. następstwa czasów (w przeciwieństwie do trybu oznajmującego). Tryb łączący subjonctif présent (w czasie teraźniejszym) oraz subjonctif passé (w czasie przeszłym złożonym) może mieć punkt odniesienia usytuowany zarówno w teraźniejszości, przyszłości, jak i przeszłości: Elle veut que je vienne demain → Ona chce, bym przyszedł jutro. Elle voulait que je vienne le lendemain → Ona chciała, bym przyszedł następnego dnia. Il est/était désolé que son fils ait échoué aux examens. Historycznie, jeśli w zdaniu głównym użyto czasu przeszłego, w zdaniu podrzędnym uzgadniano czasy, stosując subjonctif imparfait lub plus-que-parfait. Poza tym systemem w języku potocznym można spotkać również rzadką formę „subjonctif passé surcomposé”.

### Subjonctif présent
Subjonctif présent (tryb łączący w czasie teraźniejszym) w zdaniu podrzędnym używany jest to wyrażania akcji równocześnej lub późniejszej w stosunku do akcji zdania głównego (która może być w czasie teraźniejszym, przeszłym lub przyszłym): Il souhaite / souhaitera / a souhaité / souhaitait / avait souhaité que son fils fasse des études d'économie. → On pragnie / będzie pragnął / pragnął, aby jego syn odbył studia ekonomiczne.
Porównaj:
- Je suis heureux (dziś) qu'il se marie. (dziś) → Jestem szczęśliwy, że bierze ślub.
- Je suis heureux (dziś) qu'il se marie. (jutro) → Jestem szczęśliwy, że weźmie ślub.
- J'étais heureux (wczoraj) qu'il se marie. (wczoraj lub dziś) → Byłem szczęśliwy, że bierze/weźmie ślub.
- Je serai heureux (jutro) qu'il se marie. (jutro lub pojutrze) → Będę szczęśliwy, że weźmie ślub.

Subjonctif présent używany jest również, kiedy stanowi orzeczenie zdania (niepodrzędnego), odnosząc się do wydarzeń teraźniejszych lub przyszłych, np. Qu’il vienne ! → Niech przyjdzie!

### Subjonctif passé
Subjonctif passé (tryb łączący w czasie przeszłym złożonym) w zdaniu podrzędnym używany jest to wyrażania akcji wcześniejszej w stosunku do akcji zdania głównego (która może być w czasie teraźniejszym, przeszłym lub przyszłym, np. Il regrette / regrettera / a regretté / regrettait / avait regretté que son fils n’ait pas pu venir. → On żałuje / będzie żałował / żałował, że jego syn nie mógł przyjść.
Poza tym subjonctif passé może również wyrażać przeszłość w stosunku do obecnej chwili, niezależnie od czasu w zdaniu głównym: Je n'ai pas rencontré dans le train (wczoraj) une seule personne qui m'ait parlé franchement. (wczoraj) → Nie spotkałem nikogo w pociągu, kto mówiłby do mnie szczerze. (równoczesność akcji, ale przeszłość w stosunku do chwili obecnej) Bien qu'elle ait été malade (w ubiegłym tygodniu), elle a continué à travailler dur. (w ubiegłym tygodniu) → Mimo że była chora, dalej ciężko pracowała.
Porównaj:
- Je suis heureux (dziś) qu'il se soit marié. (wczoraj) → Jestem szczęśliwy, że wziął ślub.
- J'étais heureux (wczoraj) qu'il se soit marié. (przedwczoraj) → Byłem szczęśliwy, że wziął ślub.
- Je serai heureux (jutro) qu'il se soit marié. (dziś) → Będę szczęśliwy, że wziął ślub.

Wydarzenia wcześniejsze mogą być osadzone także w przyszłości, np. Qu’elle soit partie quand je rentrerai. → Oby wyszła zanim wrócę.
Subjonctif passé może również wyrażać wydarzenie, które ma być zakończone w przyszłości przed upływem określonego czasu. Czasownik w zdaniu głównym może być w czasie teraźniejszym, przeszłym, przyszłym lub w trybie przypuszczającym: Il faut que j'aie quitté l'hôtel avant 10 heures. → Muszę opuścić hotel przed 10. Pełni on tu podobną rolę co futur antérieur I – podkreśla zakończenie czynności. Porównaj: J’attends que Jean finisse son assiette (= finira). J’attends que Jean ait fini son assiette (= aura fini).

### Użycie czasów w trybie łączącym w języku literatury
W podniosłym języku pisanym, zwłaszcza w języku literatury, tryb łączący może funkcjonować w czterech czasach: teraźniejszym (présent), przeszłym złożonym (passé), przeszłym prostym (imparfait) i zaprzeszłym (plus-que-parfait). Ich użycie determinuje wówczas następstwo czasów – muszą być uzgodnione czasy zastosowane w zdaniu podrzędnym i nadrzędnym. Reguły tego uzgadniania są nastęujące:
- kiedy czasownik w zdaniu głównym jest czasie teraźniejszym lub przyszłym, to reguły są takie same jak w języku codziennym – subjonctif présent jest używany, gdy akcja jest równoczesna lub późniejsza w stosunku do czasownika zdania głównego, natomiast subjonctif passé – kiedy jest ona wcześniejsza.
- kiedy czasownik w zdaniu głównym jest czasie przeszłym[j], wówczas są dwie możliwości:
  - stosuje się subjonctif imparfait, jeżeli wyrażana akcja jest równoczesna lub późniejsza niż akcja opisywana przez czasownik w czasie przeszłym w zdaniu głównym, np. J’ordonnais / J’ordonnai / J’ai ordonné / J’avais ordonné qu’elle partît sans tarder. → Nakazałem jej, żeby niezwłocznie wyszła.
  - stosuje się subjonctif plus-que-parfait, jeżeli wyrażana akcja jest wcześniejsza niż akcja opisywana przez czasownik w czasie przeszłym w zdaniu głównym, np. Je regrettais / Je regrettai / J’ai regretté / J’avais regretté qu’il fût parti depuis une demi-heure. → Żałowałem, że nie było go już od pół godziny.

Inne przykłady: J’ai voulu qu’il m’appelât. → Chciałem, żeby do mnie (za)dzwonił. Elle ordonna qu’il eût fini avant son arrivée. → Rozkazała, żeby skończył przed jej przyjściem.
Kiedy czasownik w zdaniu głównym jest w trybie przypuszczającym, może wytworzyć się pewna różnica znaczeniowa pomiędzy użyciem subjonctif présent a subjonctif imparfait. W zdaniach wyrażających życzenie, nadzieję subjonctif imparfait sugeruje życzenie nierealne lub bardzo niepewne. Porównaj: J’aimerais qu’elle soit là (nie ma jej, ale być może jest możliwość, by była). J’aimerais qu’elle fût là (nie ma jej i niemożliwe jest, by przyszła).
Z jednej strony wielu pisarzy (a nawet autorów innych tekstów) korzysta z tych dwóch dodatkowych czasów, z drugiej strony niewielu takich współczesnych twórców systematycznie przestrzega zasad następstwa czasów – zamieniają subjonctif imparfait na présent (lub passé) oraz subjonctif plus-que-parfait na passé, np. Il était juste qu’il leur fasse une place de choix dans sa vie (Michel Tournier). Bywa, że wydawcy roszczą sobie prawo, by to poprawiać. Przykładowo w utworze W stronę Swanna Marcela Prousta w pierwszym wydaniu można odnaleźć fragment j’allais […] dire qu’on apporte les sirops; w drugim kilka lat później wydawca „poprawił” czasownik na zgodny z zasadami następstwa czasów: j’allais […] dire qu’on apportât les sirops → Szedłem […] powiedzieć, aby podano likiery.
Niestosowanie subjonctif imparfait i subjonctif plus-que-parfait wydaje się nie wynikać z tego, że są to zagadnienia trudne same w sobie; raczej to ich rzadkość sprawia, że wydają się trudne lub nienaturalne, a ich formy mogą wydawać się przez to frankofonom zaskakujące. André Gide odnośnie do ich użycia pisał, że choć żałuje, że są w zaniku, to jednak język pisany literatury nie powinien tak bardzo oddalać się od języka mówionego, nie powinien ulegać skostnieniu. André Thérive w książce Libre histoire de la langue française stwierdził, że regularne ich stosowanie występuje tylko u zarozumiałych pisarzy. W praktyce współcześnie nawet w bardzo starannej odmianie języka literackiego zakres użycia tych form jest silnie ograniczony – jeśli w ogóle się pojawiają, to niemal wyłącznie w 3. os. l. poj.

## Pochodzeniesubjonctif
Tryb łączący w języku francuskim powstał na bazie łacińskiego coniunctivus. Subjonctif présent wywodzi się z łacińskiego coniunctivus praesens (cantem, debeam, legam, finiam), a subjonctif imparfait z łacińskiego coniunctivus plusquamperfecti (cantavissem, debuissem, legissem, finivissem).
Z kolei subjonctif passé i subjonctif plus-que-parfait są utworzone przez analogię z passé composé: *habeam cantatum → aie chanté; *habuissem cantatum → eusse chanté.
Podczas rozwoju języka francuskiego tryb przypuszczający (conditionnel) wykształcał się kosztem trybu łączącego (subjonctif). W języku starofrancuskim w zdaniach wyrażających hipotezę używano subjonctif, np. w Pieśni o Rolandzie: Fusti li reis, n’i oüssum damage (Si le roi était ici, nous n’aurions pas dommage). W języku średniofrancuskim w hipotezach subjonctif został wyparty przez conditionnel.